# 路易·达盖尔
路易·雅克·芒代·达盖尔（法語：Louis-Jacques-Mandé Daguerre，1787年11月18日—1851年7月10日），出生于法国瓦勒德瓦兹省帕里西地區科爾梅耶，逝世于巴黎附近，是法国发明家、艺术家和化学家。其原为舞台背景画家，后发明达盖尔银版法，又称达盖尔摄影法。1839年8月19日法国科学与艺术学院购买了其摄影法专利，并公布与世，宣告摄影的诞生，因而被誉为“摄影之父”。

## 生平
达盖尔学过建筑，戏剧设计和全景绘画。以舞台画聞名。发明立體透視模型並在1822年7月於巴黎开始展示。
1827年尼埃普斯制作了世界上第一张永久性的照片（即“日光蚀刻法”）。两年后达盖尔与尼埃普斯合作，开始了两人为时四年的合作。1833年尼埃普斯突然逝世。尼埃普斯与达盖尔合作的主要原因是为了利用他发明透视画获得的名誉。尼埃普斯本人是一个印刷师，他的技术基于快速生产印刷板。达盖尔则觉得通过尼埃普斯的技术他可以加快透视画的生产过程。
1839年达盖尔宣布达盖尔摄影法获得圆满成功。同年1月9日法国科学院在其杂志中做出同样的宣布。法国政府向达盖尔征购其专利，同年8月19日法国政府宣布这个发明是一个对“免费送给世界”的礼物。
达盖尔从政府获得了一份养老金，但是尼埃普斯的后代却没有获得。最后尼埃普斯的儿子告政府也获得了一份养老金来认可他父亲的成就。
达盖尔在离巴黎12公里的馬恩河畔布里（法語：Bry-sur-Marne）逝世，墓地上有一座纪念碑。同時也是艾菲爾鐵塔上所刻的72人列表之一。

## 与威廉·福克斯·塔尔波特的竞争

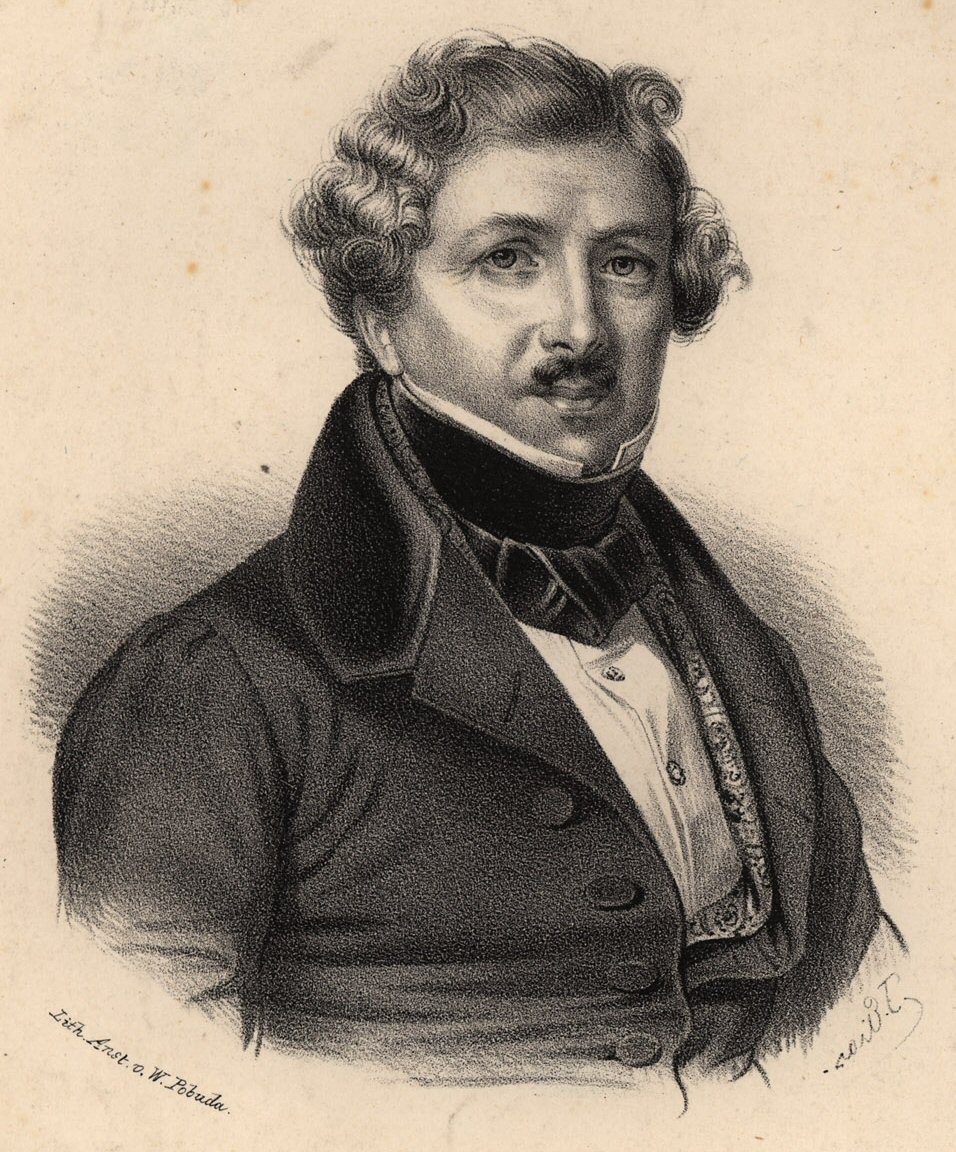
路易·达盖尔

在达盖尔研究摄影过程的同时威廉·福克斯·塔尔博特在英国也正在研究卡罗法。两人都清楚他们从事的工作对于艺术世界有革命性的作用。当时流行的《欧洲大陆游》杂志上印着风景画，而照相术不但可以提高图片质量，而且轻轻松松就能把假期的美好回忆变成现实的相片。
为了保护他的发明，达盖尔于1839年8月12日申请了英国的专利（也就是在法国宣布该技术“免费送给世界”前一周）。此举大大减慢了摄影技术在英国的发展。英国是世界上唯一保护这个专利的地方。在英国能合法使用达盖尔照相术人寥寥无几，安托万·克劳德特是其中之一。
达盖尔不需要依靠他的发明的专利来养活自己，因为他已经从法国政府获得了一笔养老金。福克斯·塔尔博特花了一大笔钱来搞自己的照相术（估计为十九世纪30年代货币5000镑），亟需挽回因达盖尔专利权妨碍而造成的损失。

## 研制达盖尔摄影法

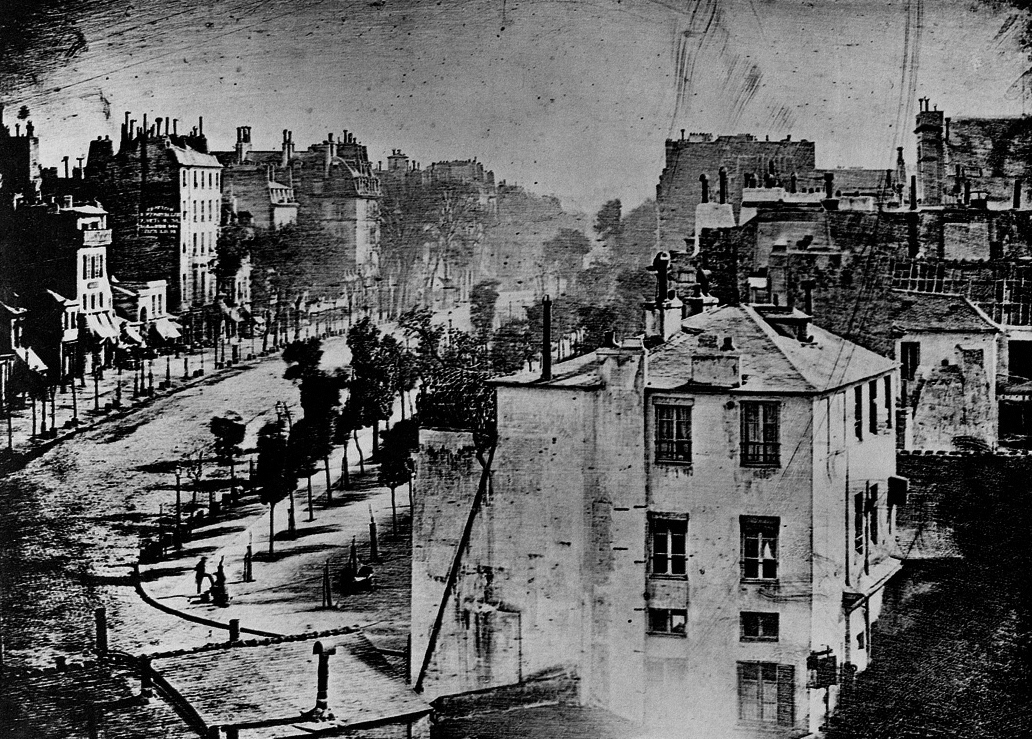
这张1838年末或者1839年初在巴黎拍攝的《聖殿大道》是第一张拍到人的照片。照片曝光有十分钟多，因此虽然大街上有许多行人，但是它们都没有被拍上去，只有一个擦鞋的人站的时间足够久被拍上去了

世界上的第一张永久性照片是1826年約瑟夫·尼塞福爾·涅普斯拍的，它基于约翰·亨里奇·舒尔兹1724年的发现：在光作用下银和白垩的混合会变黑。涅普斯和达盖尔改善了这个过程。达盖尔首先把铺盖着银的铜板浸入碘中获得碘化银，然后使它曝光数分钟，然后他把汞在75摄氏度的温度下覆盖到铜板上，来使得银汞齐化。最后他用食盐水定影。这些步骤组成达盖尔摄影法。
板上留下的是一幅与原来景象一模一样的镜像。看图像最好的方式是从特定的角度照明與觀看，而且由於图像表面柔軟又會被空氣破壞，為了密封保护以及防止手印，图像一般装在前面是玻璃的相框或是可折疊的盒子里。
一些装在这样的盒子里的安布罗法成影的照片也被当作是达盖尔摄影，但是这些照片的过程比达盖尔摄影要便宜。
一般达盖尔摄影是肖像。这样的肖像需要几分钟才能拍成，被拍照的人必须一动不动。萨缪尔·摩尔斯很吃惊地看到巴黎街头拍的达盖尔摄影上一个人也没有，直到认识到这是因为曝光的时间太长了，因此活动的人看不到。后来使用比较快速的镜头使得曝光时间可以缩短。
虽然达盖尔摄影有无法复制的缺點（除非用照相機對原版再進行拍攝），人們還是用达盖尔摄影拍摄了上百万照片。1851年，达盖尔逝世的那一年，通过湿版柯罗酊法塔尔波特的摄影法获得了更大的改善，其玻璃负板可以复制无限多清晰的照片。这个发展使得达盖尔摄影法很快就过时消失了。

## 作品

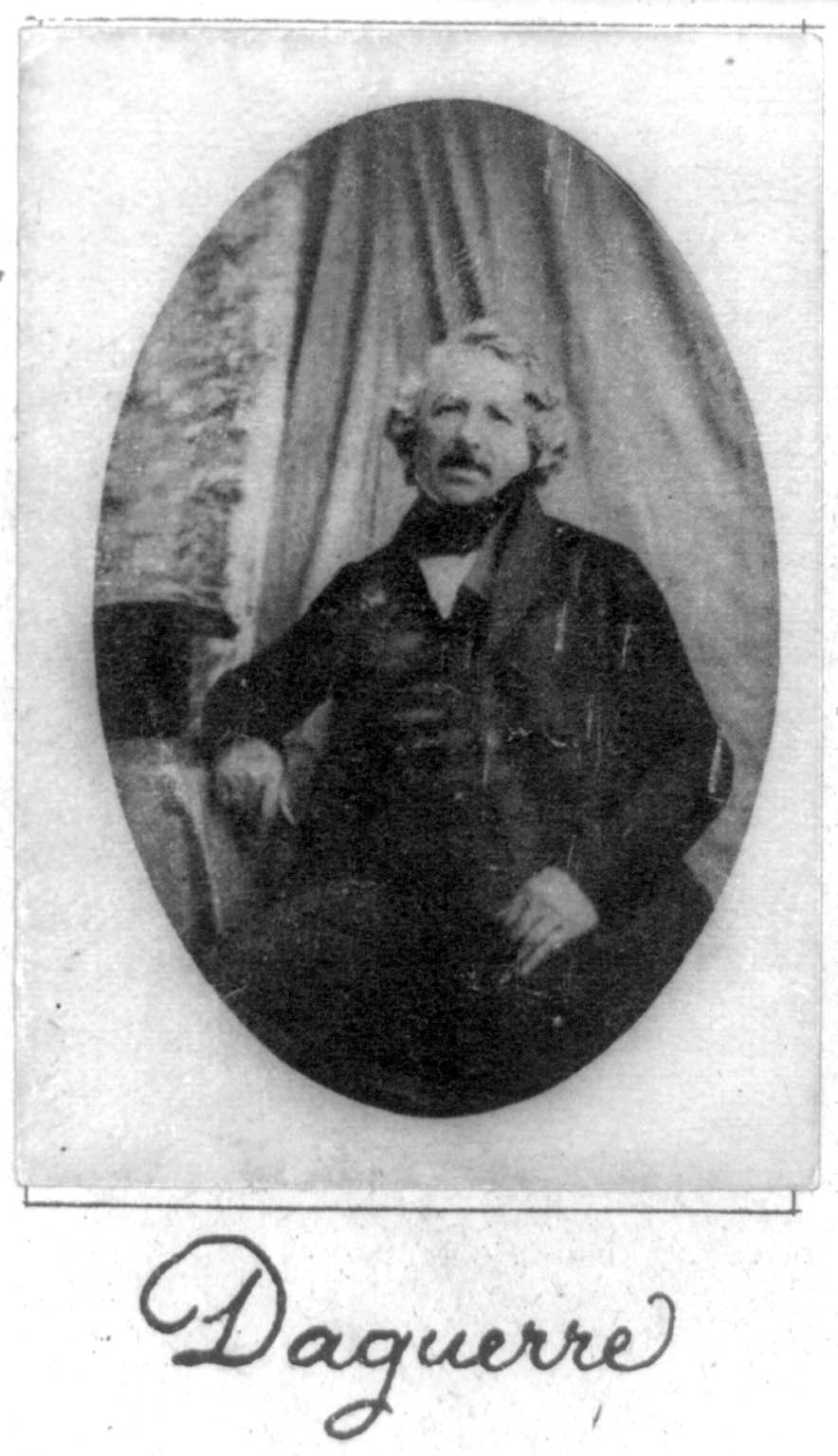
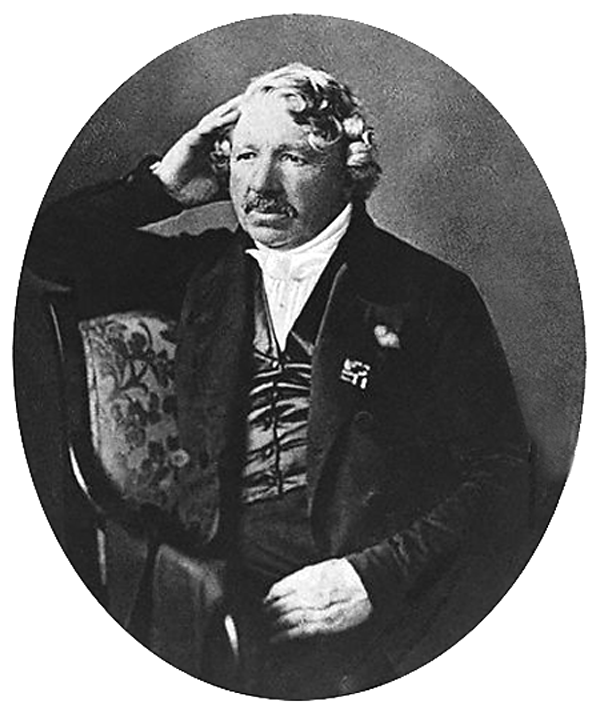
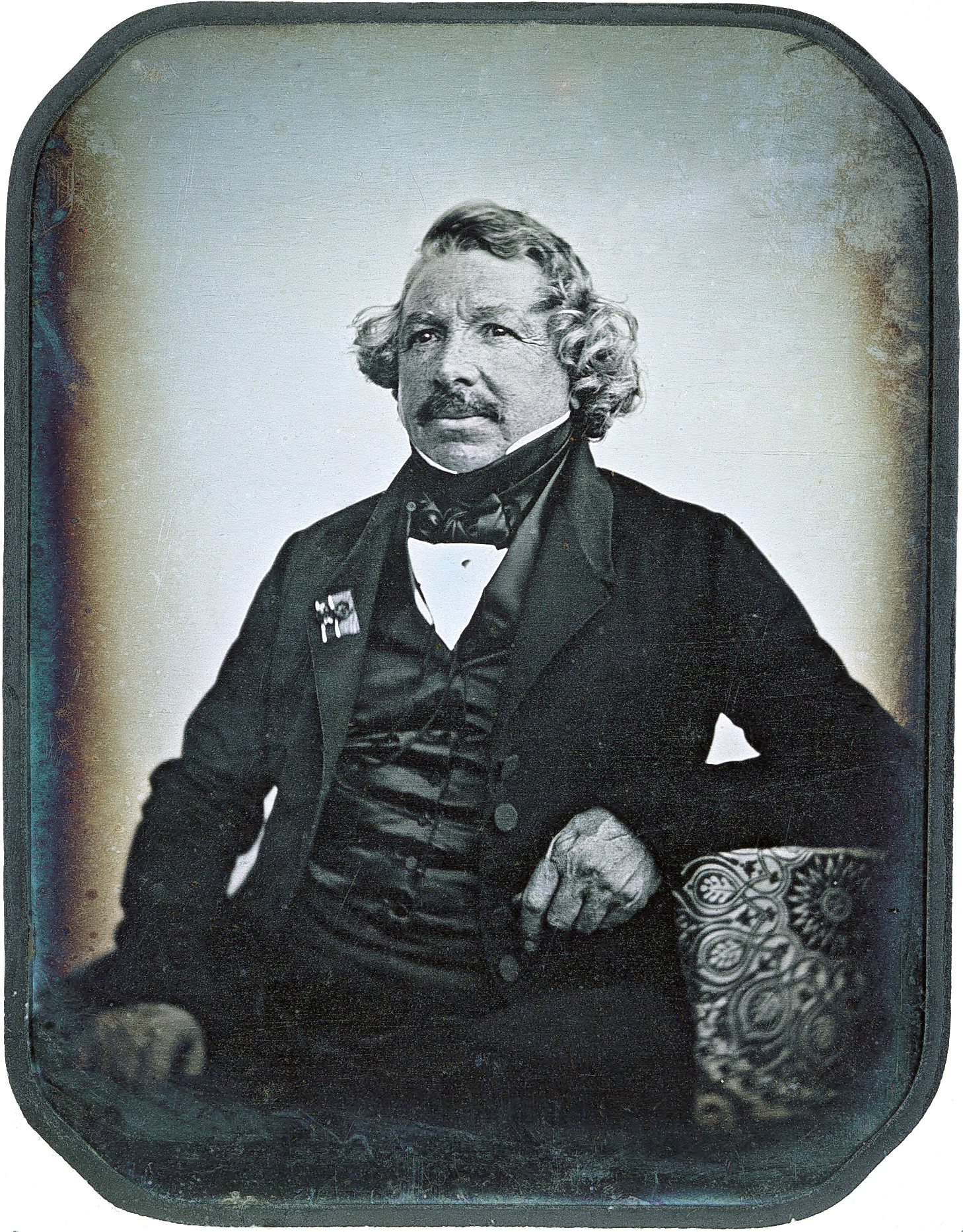